# Intelsat 30
Intelsat 30 (también llamado IS-30, DLA 1 e ISDLA 1) es un satélite de comunicaciones geoestacionario. Fue construido por Space Systems/Loral (SSL). Está colocado en la posición orbital de 95 grados de longitud oeste  y es propiedad de las plataforma satelital Intelsat. Está basado en el LS-1300 y su vida útil estimada es de 15 años.

## Historia
Space Systems/Loral (SS/L) anunció en septiembre de 2011 la firma de un contrato para suministrar tres satélites híbridos en alta potencia en las bandas C y Ku llamados Intelsat 30 y 31 o DLA 1 y 2 para prestar servicios de televisión "Direct-to-Home (DTH)" por parte de DirecTV en América Latina. Los satélites serán operados por Intelsat.
Los transpondedores de la banda Ku serán utilizados para ampliar las ofertas de entretenimiento "DTH" y suministrar servicios de back up y restauración. El lanzamiento del segundo satélite está previsto para 2015 y ambos se ubicaran junto al satélite Intelsat Galaxy 3C en la posición orbital de 95° de longitud oeste que DirecTV viene utilizando desde 2002.
Los 10 transpondedores de la banda C del satélite Intelsat 30 son para uso de Intelsat con el objetivo de expandir su negocio en el creciente mercado latinoamericano.

## Lanzamiento
El satélite se lanzó el 16 de octubre de 2014, por medio del cohete Ariane 5 ECA de la empresa francesa Arianespace desde el  Centro Espacial de Kourou en la  Guayana Francesa junto con el satélite ARSAT-1. Tiene una masa de lanzamiento de 6300 kg.

## Capacidad y cobertura
El Intelsat 30 está equipado con 10 transpondedores en banda C y 72 en banda Ku para fortalecer servicios de DTH en la costa sudoeste de los Estados Unidos, en América del Sur (excluyendo Brasil) y en parte del Caribe.